# Черняк, Ефим Борисович
Ефим Борисович Черняк (18 ноября 1923, Астрахань — 30 июня 2013, США) — советский и российский историк-англовед. Доктор исторических наук (с 1962 года), профессор. С 1955 г. сотрудник, до 1995 г. заведующий сектором Новой истории Института всеобщей истории АН СССР.
Внёс колоссальный вклад в изучение истории, форм и способов ведения политической, дипломатической, военной и военно-технической разведки, а также подлинных биографий исторических персоналий в них вовлечённых и деятельности разведывательных структур различных государств (преимущественно США, Великобритании и западноевропейских государств), фактически стоял у основания междисциплинарного направления научно-исследовательской деятельности, известного ныне как «история разведки».

## Биография
Родился 18 ноября 1923 года, в семье литератора. Отец Берт Черняк был членом Союза советских писателей (ССП).
В 1927 году семья переехала из Астрахани в Москву. Окончил московскую среднюю школу с отличием, а в 1941 году поступил на исторический факультет Московского государственного университета. Во время эвакуации из Москвы по причине военных событий в начале Великой Отечественной войны перевёлся на исторический факультет Казанского педагогического института, который успешно окончил.
В 1944 году поступил в аспирантуру Института истории Академии наук СССР. В 1947 году прошла защита кандидатской диссертации по теме «Радикальное движение в Англии после наполеоновских войн (формирование революционной ситуации в 1816—1820 гг.)».
С мая 1947 года — старший научный сотрудник Отделения всеобщей истории Государственного научного института «Советская энциклопедия» (с 1949 года — Государственное научное издательство «Большая советская энциклопедия»); одновременно читал курс новой истории в Ивановском педагогическом институте.
С 1948 по 1954 год — доцент Военного института иностранных языков.
С декабря 1955 года — научный сотрудник Института всеобщей истории АН СССР, где в должности заведующего сектором новой истории проработал до 1995 года.
В 1962 году защитил диссертацию на соискание учёной степени доктора исторических наук по теме «Массовые движения в Англии и Ирландии в конце XVIII — начале XIX в.».
В последние годы, после смерти супруги, жил в США с семьёй сына.
Умер 30 июня 2013 года, похоронен на Hillside Cemetery, в Метачене, Нью-Джерси, США.

## Научные интересы
Е. Б. Черняк являлся крупным специалистом по новой и новейшей истории Западной Европы и США, однако первоначально центральною темою исследований была история Англии в новое время. Его интересовали вопросы методологии истории, историографии, а также история социально-экономических формаций в переходные периоды. Историк занимался изучением истории Первой мировой войны. В этой части он выдвинул «концепцию альтернативности исторического развития». Помимо научных монографий, Е. Б. Черняком были написаны научно-популярные работы «Пять столетий тайной войны», «Вековые конфликты» и другие.

## Научные труды

### Монографии
- Барг М. А., Черняк Е. Б. Великие социальные революции XVII—XVIII веков. — М.: Наука, 1990. — 258 с. — ISBN 5-02-008946-X.
- Тёмкин Я. Г., Черняк Е. Б. Разбойничий путь американских агрессоров: Исторический очерк. — М.: Воениздат, 1952. — 215 с.
- Черняк Е. Б. Адвокаты колониализма. Неоколониалистская историография. — М.: Мысль, 1964. — 375 с.
- Черняк Е. Б. Вековые конфликты. — М.: Международные отношения, 1988. — 400 с. — ISBN 5-7133-0116-8.
- Черняк Е. Б. Времён минувших заговоры. — М.: Международные отношения, 1994. — 544 с. ISBN 5-7133-0625-9
- Черняк Е. Б. Демократическое движение в Англии 1816—1820. — М.: Академия наук СССР, 1957. — 300 с.
- Черняк Е. Б. Жандармы истории (контрреволюционные интервенции и заговоры). — М.: Международные отношения, 1969. — 561 с.
- Черняк Е. Б. Интриги старины глубокой. История закулисных тайн власти. — М.: Рипол Классик, 2003. — 672 с. — ISBN 5-7905-1886-9.
- Черняк Е. Б. Историография против истории. — М.: Институт международных отношений, 1962. — 368 с.
- Черняк Е. Б. Массовое движение в Англии и Ирландии в конце XVIII — начале XIX в. — М.: Академия наук СССР, 1962. — 720 с.
- Черняк Е. Б. Невидимые империи: Тайные общества старого и нового времени на Западе. — М.: Мысль, 1987. — 272 с.
- Черняк Е. Б. Пелена времен. Зашифрованные главы истории. — М.: Крафт+, 2007. — Ч. 1. — 384 с. — ISBN 978-5-93675-124-0, 978-5-93675-125-7; 2008. — Ч. 2. 464 с. ISBN 978-5-93675-125-7, 978-5-93675-142-4 ; 2007. — Ч. 3. — 336 с. — ISBN 978-5-93675-129-5, 978-5-93675-125-7.
- Черняк Е. Б. Приговор веков. — М.: Мысль, 1971. — 438 с.
- Черняк Е. Б. Призрачные страницы истории. — М.: Остожье, 2000. — 428 с. — ISBN 5-93476-002-5.
- Черняк Е. Б. Пять столетий тайной войны. Из истории секретной дипломатии и разведки. — М.: Международные отношения, 1966.
- Черняк Е. Б. Пять столетий тайной войны: Из истории секретной дипломатии и разведки. — 4-е изд., доп. и перераб. — М.: «Международные отношения», 1985. — 464 с. — 50 000 экз.
- Черняк Е. Б. Пять столетий тайной войны: Из истории секретной дипломатии и разведки. — 5-е изд., доп. — М.: «Международные отношения», 1991. — 560 с. — 100 000 экз. — ISBN 5-7133-0358-6.
- Черняк Е. Б. Секретная дипломатия Великобритании. — М.: Международные отношения, 1975. — 374 с.
- Черняк Е. Б. Судебная петля. Секретная история политических процессов на Западе. — М.: Мысль, 1991. — 615 с. — ISBN 5-244-00510-3.
- Черняк Е. Б. Судьи и заговорщики. — М.: Мысль, 1984. — 339 с.
- Черняк Е. Б. Тайны Англии. Заговоры. Интриги. Мистификации. — М.: Остожье, 1996. — 226 с. — ISBN 5-86095-053-5.
- Черняк Е. Б. Тайны спецслужб британской Короны. Провокации Туманного Альбиона. — М.: Алгоритм, 2014. — 256 с. — ISBN 978-5-4438-0701-0.
- Черняк Е. Б. Тайны Старого и Нового света. — М.: Остожье, 1996. — 526 с. — ISBN 5-86095-065-9.
- Черняк Е. Б. Тайны Франции. Заговоры, интриги, мистификации. — М.: Остожье, 1996. — 512 с. — ISBN 5-86095-060-8.
- Черняк Е. Б. Химеры старого мира. Из истории психологической войны. — М.: Молодая гвардия, 1970. — 272 с.
- Черняк Е. Б. Цивилиография. Наука о цивилизации. — М.: Международные отношения, 1996. — 384 с. — ISBN 5-7133-0868-5.

### Статьи
- Барг М. А., Черняк Е. Б. Революции европейского масштаба в процессе перехода от феодализма к капитализму (XVI—XIX вв.) // Новая и новейшая история. — 1988. — № 3. — С. 56—77.
- Барг М. А., Черняк Е. Б. Регион как категория внутренней типологии классово-антагонистических формаций // Проблемы социально-экономических формаций: историко-типологическое исследование. — М.: Наука, 1975. — С. 40—78.
- Барг М. А., Черняк Е. Б. Структура и развитие классово-антагонистических формаций // Вопросы философии. — 1967. — № 6. — С. 48—54.
- Зак Л. А., Черняк Е. Б. Фальсификация истории в американской энциклопедии // Вопросы истории. — 1954. — № 11. — С. 121—128.
- Черняк Е. Б. 1794 год: актуальные проблемы исследования Великой Французской революции // Французский ежегодник, 1987. 200 лет Великой Французской Революции. — М., Наука, 1989. — С. 240—277.
- Черняк Е. Б. «Демонология» и «охота на ведьм» в XVI—XVII веках // Вопросы истории. — 1979. — № 10. — С. 99—111.
- Черняк Е. Б. Западноевропейское масонство XVIII века // Вопросы истории. — 1981. — № 12. — С. 109—118.
- Черняк Е. Б. История XIX в.: проблемы и размышления // Новая и новейшая история. — 1991. — № 1. — С. 82—95.
- Черняк Е. Б. История и логика (структура исторических категорий) // Вопросы истории. — 1995. — № 10. — С. 29—43.
- Черняк Е. Б. Монополистический капитализм первой половины XX в. в исторической ретроспективе // Новая и новейшая история. — 1990. — № 2. — С. 20—36.
- Черняк Е. Б. Первая русская революция и рабочее движение в Англии и Ирландии // Первая русская революция 1905—1907 гг. и международное движение: в 2 ч. / Академия наук СССР, Отделение истории; ред. А. М. Панкратова. — М.: Политиздат, 1956. — Ч. 2. С. 131—180.
- Черняк Е. Б. Пороховой заговор // Советская юстиция. — 1993. — №. 4.
- Черняк Е. Б. Социально-политические воззрения английских радикалов в годы после наполеоновских войн // Вопросы истории. — 1948. — № 8. — С. 43—57.
- Черняк Е. Б. Цивилизации и революции // Новая и новейшая история. — 1993. — № 4. — С. 57—73.